# Саньково (Смоленская область)
Санько́во — деревня в Сафоновском районе Смоленской области. Расположена в центральной части области в 5 км к северо-востоку от Издешкова и в 5 км к югу от автомагистрали М1 «Беларусь». В 1,5 км к югу от деревни остановочный пункт 286-й км на железнодорожной линии Москва —Минск.
В деревне осталось 10 домов. Кроме дома и хлева старосты деревни ( Григорьева Михаила Григорьевича) дома деревянные и построены в с50-60 гг. прошлого века.
Святой деревенский праздник приходится на конец августа-Успение Девы Марии.

## Население
| 2007 |
| ---- |
| 1    |

Основное население деревни так или иначе корнями связаны с этой частью земли Русской. Как и во всех остальных малых деревнях средней полосы России, оно практически вымерло.

1. 1 2  Схема территориального планирования Сафоновского района. 2009 год